# Villa Sant'Antonio (Ascoli Piceno-Castel di Lama)
Villa Sant'Antonio è una frazione della provincia di Ascoli Piceno, divisa fra i comuni di Ascoli Piceno e di Castel di Lama.
Al 2001 la sua popolazione ammontava a circa 542 abitanti nella parte di Ascoli Piceno e a 3 058 abitanti nella parte di Castel di Lama.

## Geografia fisica
Il centro urbano si trova lungo la Salaria Inferiore a est della città di Ascoli. Percorrendo la via consolare in direzione di San Benedetto del Tronto si taglia l'abitato grossomodo lungo il confine fra i due comuni: sulla destra si trova l'incasato appartenente ad Ascoli Piceno, sulla sinistra a quello lamense.

## Origini del nome
La denominazione del paese sembrerebbe poter trovare la sua derivazione dalla presenza di grandi proprietà terriere appartenute al convento dei monaci di Sant'Antonio, cenobio che si trovava nella città di Ascoli Piceno, ubicato nell'attuale quartiere di Campo Parignano.